# Seseria
Seseria es un género de lepidópteros ditrisios de la subfamilia Pyrginae dentro de la familia Hesperiidae. Son de la región indomalaya.

## Especies
- Seseria affinis
- Seseria dohertyi
- Seseria formosana
- Seseria sambara
- Seseria sesame
- Seseria strigata